# Rodrigo Pérez
Rodrigo Antonio Pérez Albornoz (Rancagua, 19 agosto 1973) è un ex calciatore cileno, di ruolo difensore.